# Censo de los Estados Unidos de 1990
El censo de los Estados Unidos de 1990 es el vigésimo primer censo realizado en Estados Unidos. Se llevó a cabo el 1 de abril de 1990 y dio como resultado una población de 248 709 873 habitantes. Debido a la regla de los 72 años, los datos personales de este censo serán públicos en 2062.

## Realización
La Oficina del Censo de los Estados Unidos recolectó los siguientes datos de todos los habitantes del país:
- Nombre
- Relación con la primera persona de la familia en constestar el censo
- Raza (blanco, negro, nativo americano, esquimal o aleutiano, asiático, isleño del Pacífico)
- Sexo
- Edad y año de nacimiento
- Situación marital
- Informar si la persona es de origen hispano

Se realizó un cuestionario extendido a un grupo reducido de personas con preguntas sobre migración, servicio militar, salud, natalidad y trabajo. Adicionalmente se realizó otro censo sobre vivienda. En este censo los hispanos fueron considerados como un origen étnico y no como una raza. Además se empezó a catalogar a los nativos de las islas del Pacífico —incluido Hawái— como una raza propia. Previamente habían sido clasificados como asiáticos.
Debido a la baja participación de los afroestadounidenses en los censos previos, la Oficina del Censo reclutó a a diversas personalidades para promover la participación, entre ellas a Bill Cosby, Magic Johnson y Alfre Woodard.

## Resultados
| Posición | Estado               | Población   |
| -------- | -------------------- | ----------- |
| 1        | California           | 29 760 021  |
| 2        | Nueva York           | 17 990 455  |
| 3        | Texas                | 16 986 510  |
| 4        | Florida              | 12 937 926  |
| 5        | Pensilvania          | 11 881 643  |
| 6        | Illinois             | 11 430 602  |
| 7        | Ohio                 | 10 847 115  |
| 8        | Míchigan             | 9 295 297   |
| 9        | Nueva Jersey         | 7 730 188   |
| 10       | Carolina del Norte   | 6 628 637   |
| 11       | Georgia              | 6 478 216   |
| 12       | Virginia             | 6 187 358   |
| 13       | Massachusetts        | 6 016 425   |
| 14       | Indiana              | 5 544 159   |
| 15       | Misuri               | 5 117 073   |
| 16       | Wisconsin            | 4 891 769   |
| 17       | Tennessee            | 4 877 185   |
| 18       | Washington           | 4 866 692   |
| 19       | Maryland             | 4 781 468   |
| 20       | Minnesota            | 4 375 099   |
| 21       | Luisiana             | 4 219 973   |
| 22       | Alabama              | 4 040 587   |
| 23       | Kentucky             | 3 685 296   |
| 24       | Arizona              | 3 665 228   |
| 25       | Carolina del Sur     | 3 486 703   |
| 26       | Colorado             | 3 294 394   |
| 27       | Connecticut          | 3 287 116   |
| 28       | Oklahoma             | 3 145 585   |
| 29       | Oregón               | 2 842 321   |
| 30       | Iowa                 | 2 776 755   |
| 31       | Misisipi             | 2 573 216   |
| 32       | Kansas               | 2 477 574   |
| 33       | Arkansas             | 2 350 725   |
| 34       | Virginia Occidental  | 1 793 477   |
| 35       | Utah                 | 1 722 850   |
| 36       | Nebraska             | 1 578 385   |
| 37       | Nuevo México         | 1 515 069   |
| 38       | Maine                | 1 227 928   |
| 39       | Nevada               | 1 201 833   |
| 40       | Nuevo Hampshire      | 1 109 252   |
| 41       | Hawái                | 1 108 229   |
| 42       | Idaho                | 1 006 749   |
| 43       | Rhode Island         | 1 003 464   |
| 44       | Montana              | 799 065     |
| 45       | Dakota del Sur       | 696 004     |
| 46       | Delaware             | 666 168     |
| 47       | Dakota del Norte     | 638 800     |
| 48       | Distrito de Columbia | 606 900     |
| 49       | Vermont              | 562 758     |
| 50       | Alaska               | 550 043     |
| 51       | Wyoming              | 453 588     |
| Total    | Total                | 248 709 873 |

## Ciudades más pobladas
| Posición | Ciudad        | Estado               | Población |
| -------- | ------------- | -------------------- | --------- |
| 1        | Nueva York    | Nueva York           | 7 322 564 |
| 2        | Los Ángeles   | California           | 3 485 398 |
| 3        | Chicago       | Illinois             | 2 783 726 |
| 4        | Houston       | Texas                | 1 630 553 |
| 5        | Filadelfia    | Pensilvania          | 1 585 577 |
| 6        | San Diego     | California           | 1 110 549 |
| 7        | Detroit       | Míchigan             | 1 027 974 |
| 8        | Dallas        | Texas                | 1 006 877 |
| 9        | Phoenix       | Arizona              | 983 403   |
| 10       | San Antonio   | Texas                | 935 933   |
| 11       | San José      | California           | 782 248   |
| 12       | Baltimore     | Maryland             | 736 014   |
| 13       | Indianápolis  | Indiana              | 731 327   |
| 14       | San Francisco | California           | 723 959   |
| 15       | Jacksonville  | Florida              | 635 230   |
| 16       | Columbus      | Ohio                 | 632 910   |
| 17       | Milwaukee     | Wisconsin            | 628 088   |
| 18       | Memphis       | Tennessee            | 610 337   |
| 19       | Washington    | Distrito de Columbia | 606 900   |
| 20       | Boston        | Massachusetts        | 574 283   |